# 2002年ソルトレークシティオリンピックのブルガリア選手団
2002年ソルトレークシティオリンピックのブルガリア選手団（2002ねんソルトレークシティオリンピックのブルガリアせんしゅだん）は、2002年2月8日から2月24日までアメリカ合衆国のソルトレイクシティで開催された2002年ソルトレークシティオリンピックのブルガリア選手団、およびその競技結果。

## 概要
今大会は銀メダル1個、銅メダル2個の計3個のメダルを獲得した。
ショートトラックで、エフゲニア・ラダノワが女子500mで銀メダル、女子1500mで銅メダルを獲得し、ブルガリアにスケート競技初のメダルをもたらした。

## メダル
| メダル | 選手名               | 競技             | 種目               |
| ------ | -------------------- | ---------------- | ------------------ |
| 銀     | エフゲニア・ラダノワ | ショートトラック | 女子500m           |
| 銅     | エフゲニア・ラダノワ | ショートトラック | 女子1500m          |
| 銅     | イリーナ・ニクルチナ | バイアスロン     | 女子10kmパシュート |